# Cidade-foco
Cidade-foco (em inglês:  focus city) é um termo utilizado na aviação para descrever um aeroporto que não é um centro de conexão de voos de uma dada companhia aérea, mas que mesmo assim atende a diversos voos dessa determinada cia aérea.